# 76a Mostra Internacional de Cinema de Venècia

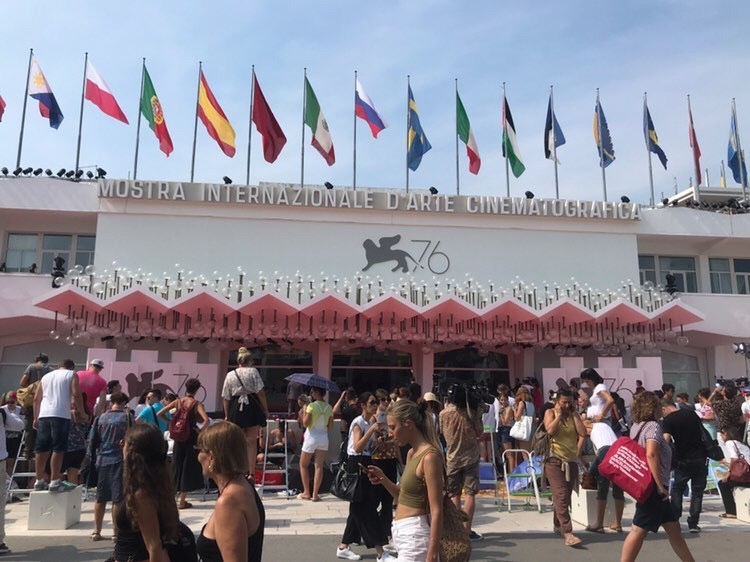

La 76a Mostra Internacional de Cinema de Venècia va tenir lloc entre el 28 d'agost i el 7 de setembre de 2019. La directora Lucrecia Martel fou nomenada Presidenta del Jurat. La Vérité, dirigida per Hirokazu Kore-eda, fou seleccionada per obrir el festival. El Lleó d'Or fou atorgat a Joker, dirigida per Todd Phillips.

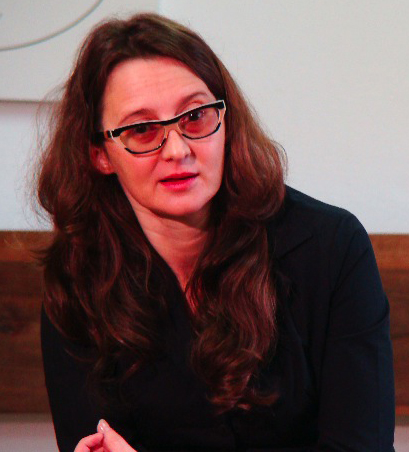
La presidenta del jurat Lucrecia Martel

## Jurat
Competició principal (Venezia 76)
- Lucrecia Martel, directora i guionista argentina (Presidenta)[2]
- Piers Handling, historiador i crític canadenc, director executiu del Festival Internacional de Cinema de Toronto
- Mary Harron, directora canadenca
- Stacy Martin, actriu francesa
- Rodrigo Prieto, director de fotografia mexicà
- Shinya Tsukamoto, actor i director japonès
- Paolo Virzì, director i guionista italià

Horizons (Orizzonti)
- Susanna Nicchiarelli, directora i guionista italiana (Presidenta)
- Mark Adams, director artístic del Festival Internacional de Cinema d'Edinburg
- Rachid Bouchareb, cineasta francès
- Álvaro Brechner, cineasta uruguaià
- Eva Sangiorgi, directora artística del Festival Internacional de Cinema de Viena

Opera Prima Luigi De Laurentiis
- Emir Kusturica, director, guionista i actor serbi (President)
- Antonietta De Lillo, directora i guionista italiana
- Hend Sabry, actriu tunisiana
- Michael J. Werner, productor de cinema hongkong-estatunidenc
- Terence Nance, cineasta estatunidenc

Venice Virtual Reality
- Laurie Anderson, compositora, artista i directora estatunidenca (President)
- Francesco Carrozzini, fotògraf italià
- Alysha Naples, dissenyadora italiana

 Venezia Classici
- Costanza Quatriglio, directora i guionista italiana

## Selecció oficial

### En competició
Les següents pel·lícules foren seleccionades per competir pel Lleó d'Or en la competició principal:
| Títol original                         | Director(s)       | País de producció            |
| -------------------------------------- | ----------------- | ---------------------------- |
| Om det oändliga                        | Roy Andersson     | Suècia, Alemanya, Noruega    |
| Ad Astra                               | James Gray        | Estats Units                 |
| Babyteeth                              | Shannon Murphy    | Austràlia                    |
| Ema                                    | Pablo Larraín     | Xile                         |
| Gloria Mundi                           | Robert Guédiguian | França                       |
| Guest of Honour                        | Atom Egoyan       | Canadà                       |
| A Herdade                              | Tiago Guedes      | Portugal, França             |
| Joker                                  | Todd Phillips     | Estats Units                 |
| The Laundromat                         | Steven Soderbergh | Estats Units                 |
| La mafia non è più quella di una volta | Franco Maresco    | Itàlia                       |
| Marriage Story                         | Noah Baumbach     | Estats Units                 |
| Martin Eden                            | Pietro Marcello   | Itàlia, França               |
| Il sindaco del Rione Sanità            | Mario Martone     | Itàlia                       |
| Jì yuán tái qī hào (繼園臺七號)        | Yonfan            | Hong Kong, R.P. de la Xina   |
| J'accuse                               | Roman Polanski    | França                       |
| Nabarvené ptáče                        | Václav Marhoul    | Txèquia, Eslovàquia, Ucraïna |
| The Perfect Candidate                  | Haifaa al-Mansour | Aràbia Saudita, Alemanya     |
| Lán xīn dà jùyuàn (兰心大剧院)         | Lou Ye            | R.P. de la Xina              |
| La vérité                              | Hirokazu Kore-eda | Japó, França                 |
| Waiting for the Barbarians             | Ciro Guerra       | Itàlia, Estats Units         |
| Wasp Network                           | Olivier Assayas   | França, Brasil               |

### Fora de competició
Les següents pel·lícules foren exhibides "fora de competició":
| Ficció                   | Ficció                   | Ficció                   | Ficció |
| Títol original           | Director(s)              | País de producció        |        |
| ------------------------ | ------------------------ | ------------------------ | ------ |
| Adults in the Room       | Costa-Gavras             | França, Grècia           |        |
| The Burnt Orange Heresy  | Giuseppe Capotondi       | Regne Unit, Itàlia       |        |
| The King                 | David Michôd             | Regne Unit, Hongria      |        |
| Mosul                    | Matthew Michael Carnahan | Estats Units             |        |
| Seberg                   | Benedict Andrews         | Estats Units, Regne Unit |        |
| Vivere                   | Francesca Archibugi      | Itàlia                   |        |
| Tutto il mio folle amore | Gabriele Salvatores      | Itàlia                   |        |

| No ficció                                              | No ficció                              | No ficció                | No ficció |
| Títol original                                         | Director(s)                            | País de producció        |           |
| ------------------------------------------------------ | -------------------------------------- | ------------------------ | --------- |
| 45 Seconds of Laughter                                 | Tim Robbins                            | Estats Units             |           |
| Citizen K                                              | Alex Gibney                            | Regne Unit, Estats Units |           |
| Citizen Rosi                                           | Didi Gnocchi, Carolina Rosi            | Itàlia                   |           |
| Colectiv                                               | Alexander Nanau                        | Romania, Luxemburg       |           |
| I diari di Angela - Noi due cineasti. Capitolo secondo | Yervant Gianikian, Angela Ricci Lucchi | Itàlia                   |           |
| The Kingmaker                                          | Lauren Greenfield                      | Estats Units             |           |
| Il pianeta in mare                                     | Andrea Segre                           | Itàlia                   |           |
| Roger Waters: Us + Them                                | Roger Waters                           | Regne Unit               |           |
| State Funeral                                          | Sergei Loznitsa                        | Països Baixos, Lituània  |           |
| Woman                                                  | Yann Arthus-Bertrand, Anastasia Mikova | França                   |           |

| Projeccions especials                                  | Projeccions especials | Projeccions especials     | Projeccions especials |
| Títol original                                         | Director(s)           | País de producció         |                       |
| ------------------------------------------------------ | --------------------- | ------------------------- | --------------------- |
| Electric Swan                                          | Konstantina Kotzamani | França, Grècia, Argentina |                       |
| Eyes Wide Shut                                         | Stanley Kubrick       | Regne Unit, Estats Units  |                       |
| Irréversible - Inversion intégrale                     | Gaspar Noé            | França                    |                       |
| Never Just a Dream: Stanley Kubrick and Eyes Wide Shut | Matt Wells            | Regne Unit                |                       |
| The New Pope (episodis 2 i 7)                          | Paolo Sorrentino      | Itàlia, França, Espanya   |                       |
| No One Left Behind                                     | Guillermo Arriaga     | Mèxic                     |                       |
| ZeroZeroZero (episodis 1 i 2)                          | Stefano Sollima       | Itàlia                    |                       |

### Horitzons
Les següents pel·lícules foren seleccionades per la secció Horitzons (Orizzonti):
| Competició Horitzons             | Competició Horitzons    | Competició Horitzons            | Competició Horitzons |
| Títol original                   | Director(s)             | País de producció               |                      |
| -------------------------------- | ----------------------- | ------------------------------- | -------------------- |
| Metri shisho nim (متری شش و نیم) | Saeed Roustayi          | Iran                            |                      |
| Atlantis                         | Valentyn Vasyanovych    | Ucraïna                         |                      |
| Qìqiú (气球)                     | Pema Tseden             | R.P. de la Xina                 |                      |
| Bik eneich - Un fils             | Mehdi M. Barsaoui       | Tunísia, França, Líban, Qatar   |                      |
| Blanco en blanco                 | Théo Court              | Espanya, Xile, França, Alemanya |                      |
| Borotmokmedi (ბოროტმოქმედი)      | Dmitry Mamuliya         | Geòrgia, Rússia                 |                      |
| Giants Being Lonely              | Grear Patterson         | Estats Units                    |                      |
| Hava, Maryam, Ayesha             | Sahraa Karimi           | Afganistan                      |                      |
| Madre                            | Rodrigo Sorogoyen       | Espanya, França                 |                      |
| Mes jours de gloire              | Antoine de Bary         | França                          |                      |
| Moffie                           | Oliver Hermanus         | Sud-àfrica                      |                      |
| Nevia                            | Nunzia De Stefano       | Itàlia                          |                      |
| Pelikanblut                      | Katrin Gebbe            | Alemanya, Bulgària              |                      |
| Revenir                          | Jessica Palud           | França                          |                      |
| Rialto                           | Peter Mackie Burns      | Irlanda                         |                      |
| Chola (ചോല)                       | Sanal Kumar Sasidharan  | Índia                           |                      |
| Sole                             | Carlo Sironi            | Itàlia                          |                      |
| Verdict                          | Raymund Ribay Gutierrez | Filipines                       |                      |
| Zumiriki                         | Óskar Alegría           | Espanya                         |                      |

| Curtmetratges – En competició                  | Curtmetratges – En competició  | Curtmetratges – En competició | Curtmetratges – En competició |
| Títol original                                 | Director(s)                    | País de producció             |                               |
| ---------------------------------------------- | ------------------------------ | ----------------------------- | ----------------------------- |
| Nach zwei Stunden waren zehn Minuten vergangen | Steffen Goldkamp               | Alemanya                      |                               |
| Fiebre austral                                 | Thomas Woodroffe               | Xile                          |                               |
| Darling                                        | Saim Sadiq                     | Pakistan, Estats Units        |                               |
| Delphine                                       | Chloé Robichaud                | Canadà                        |                               |
| The Diver                                      | Jamie Helmer, Michael Leonard  | França, Austràlia             |                               |
| Cães que ladram aos pássaros                   | Leonor Teles                   | Portugal                      |                               |
| Give Up the Ghost                              | Zain Duraie                    | Jordània, Suècia              |                               |
| Kingdom Come                                   | Sean Robert Dunn               | Regne Unit                    |                               |
| Morae                                          | Kim Kyung-rae                  | Corea del Sud                 |                               |
| Sh_t Happens                                   | David Štumpf, Michaela Mihályi | Txèquia, Eslovàquia           |                               |
| Supereroi senza superpoteri                    | Beatrice Baldacci              | Itàlia                        |                               |
| Le coup des larmes                             | Clémence Poésy                 | França                        |                               |
| Roqaia                                         | Diana Saqeb Jamal              | Afganistan, Bangladesh        |                               |

| Curtmetratges – Fora de competició | Curtmetratges – Fora de competició | Curtmetratges – Fora de competició | Curtmetratges – Fora de competició |
| Títol original                     | Director(s)                        | País de producció                  |                                    |
| ---------------------------------- | ---------------------------------- | ---------------------------------- | ---------------------------------- |
| Condor One                         | Kevin Jerome Everson               | Estats Units                       |                                    |
| GUO4                               | Peter Strickland                   | Hongria                            |                                    |

### Venezia Classici
Es va projectar en aquesta secció la següent selecció de pel·lícules clàssiques i documentals restaurats:
| Pel·lícules clàssiques restaurades       | Pel·lícules clàssiques restaurades | Pel·lícules clàssiques restaurades | Pel·lícules clàssiques restaurades |
| Títol original                           | Director(s)                        | País de producció                  |                                    |
| ---------------------------------------- | ---------------------------------- | ---------------------------------- | ---------------------------------- |
| Crash (1996)                             | David Cronenberg                   | Canadà                             |                                    |
| Ensayo de un crimen (1955)               | Luis Buñuel                        | Mèxic                              |                                    |
| Muerte de un burócrata (1966)            | Tomás Gutiérrez Alea               | Cuba                               |                                    |
| Ecstasy (1933)                           | Gustav Machatý                     | Txèquia                            |                                    |
| Francisca (1981)                         | Manoel de Oliveira                 | Portugal                           |                                    |
| La commare secca (1962)                  | Bernardo Bertolucci                | Itàlia                             |                                    |
| Khaneh siah ast (خانه سیاه است) (1962)   | Forough Farrokhzad                 | Iran                               |                                    |
| The Incredible Shrinking Man (1957)      | Jack Arnold                        | Estats Units                       |                                    |
| Maria Zef (1981)                         | Vittorio Cottafavi                 | Itàlia                             |                                    |
| Mauri (1988)                             | Merata Mita                        | Nova Zelanda                       |                                    |
| New York, New York (1977)                | Martin Scorsese                    | Estats Units                       |                                    |
| Out of the Blue (1980)                   | Dennis Hopper                      | Canadà, Estats Units               |                                    |
| Kalina krasnaia (1973) (Калина красная)  | Vasili Xukxin                      | Unió Soviètica                     |                                    |
| Sodrásban (1964)                         | István Gaál                        | Hongria                            |                                    |
| Strategia del ragno (1970)               | Bernardo Bertolucci                | Itàlia                             |                                    |
| Tappeha-ye Marlik (تپه‌های مارلیک) (1964) | Ebrahim Golestan                   | Iran                               |                                    |
| Tiro al piccione (1961)                  | Giuliano Montaldo                  | Itàlia                             |                                    |
| Le Passage du Rhin (1960)                | André Cayatte                      | França, Alemanya, Itàlia           |                                    |
| Martín el gautxo (1952)                  | Jacques Tourneur                   | Estats Units                       |                                    |
| Lo sceicco bianco (1952)                 | Federico Fellini                   | Itàlia                             |                                    |

| Documentals de cinema                                            | Documentals de cinema                | Documentals de cinema | Documentals de cinema |
| Títol original                                                   | Director(s)                          | País de producció     |                       |
| ---------------------------------------------------------------- | ------------------------------------ | --------------------- | --------------------- |
| Eight Hundred Times Lonely (2019)                                | Anna Hepp                            | Alemanya              |                       |
| Andrey Tarkovsky: A Cinema Prayer                                | Andrey Tarkovsky Jr.                 | Rússia                |                       |
| Babenco - Alguém tem que ouvir o coração e dizer: parou          | Bárbara Paz                          | Brasil                |                       |
| Boia, maschere e segreti: L'horror italiano degli anni sessanta  | Steve Dalla Casa                     | Itàlia                |                       |
| Fellini fine mai                                                 | Eugenio Cappuccio                    | Itàlia                |                       |
| Fulci for Fake                                                   | Simone Scafidi                       | Itàlia                |                       |
| Life As a B-movie: Piero Vivarelli                               | Fabrizio Laurenti, Niccolò Vivarelli | Itàlia                |                       |
| Leap of Faith: William Friedkin on The Exorcist                  | Alexandre O. Philippe                | Estats Units          |                       |
| Se c'è un aldilà sono fottuto: Vita e cinema di Claudio Caligari | Simone Isola, Fausto Trombetta       | Itàlia                |                       |

### Sconfini
Les següents pel·lícules foren seleccionades per la secció Sconfini:
| Títol original                          | Director(s)                         | País de producció          |
| --------------------------------------- | ----------------------------------- | -------------------------- |
| American Skin                           | Nate Parker                         | Estats Units               |
| Beyond the Beach: The Hell and the Hope | Graeme A. Scott, Buddy Squires      | Regne Unit                 |
| Chiara Ferragni – Unposted              | Elisa Amoruso                       | Itàlia                     |
| Effetto domino                          | Alessandro Rossetto                 | Itàlia                     |
| Il varco                                | Federico Ferrone, Michele Manzolini | Itàlia                     |
| Les épouvantails                        | Nouri Bouzid                        | Tunísia, Marroc, Luxemburg |

## Seccions autònomes

### Setmana de la Crítica del Festival de Cinema de Venècia
Les següents pel·lícules foren exhibides com en competició per la 34a Setmana de la Crítica (Settimana Internazionale della Critica):
| En competició   | En competició        | En competició                    | En competició |
| Títol original  | Director(s)          | País de producció                |               |
| --------------- | -------------------- | -------------------------------- | ------------- |
| Jeedar el sot   | Ahmad Ghossein       | Líban, França, Qatar             |               |
| Partenonas      | Mantas Kvedaravičius | Lituània, Ucraïna, França        |               |
| El príncipe     | Sebastian Muñoz      | Xile, Argentina, Bèlgica         |               |
| Psykosia        | Marie Grahtø         | Dinamarca, Finlàndia             |               |
| Rare Beasts     | Billie Piper         | Regne Unit                       |               |
| Sayidat al Bahr | Shahad Ameen         | Emirats Àrabs Units, Iraq, Aragó |               |
| Tony Driver     | Ascanio Petrini      | Itàlia, Mèxic                    |               |

| Esdeveniments especials – Fora de competició | Esdeveniments especials – Fora de competició | Esdeveniments especials – Fora de competició | Esdeveniments especials – Fora de competició |
| Títol original                               | Director(s)                                  | País de producció                            |                                              |
| -------------------------------------------- | -------------------------------------------- | -------------------------------------------- | -------------------------------------------- |
| Bombay Rose (apertura)                       | Gitanjali Rao                                | Índia, Regne Unit, França                    |                                              |
| Sanctorum (clausura)                         | Joshua Gil                                   | Mèxic, República Dominicana, Qatar           |                                              |

### Dies de Venècia
Les següents pel·lícules foren seleccionades per la 16a edició de la secció autònoma Dies de Venècia (Giornate degli Autori):
| Selecció oficial                         | Selecció oficial    | Selecció oficial                         | Selecció oficial |
| Títol original                           | Director(s)         | País de producció                        |                  |
| ---------------------------------------- | ------------------- | ---------------------------------------- | ---------------- |
| 5 è il numero perfetto                   | Igort               | Itàlia, Bèlgica, França                  |                  |
| Un divan à Tunis                         | Manele Labidi Labbé | Tunísia, França                          |                  |
| Barn                                     | Dag Johan Haugerud  | Noruega, Suècia                          |                  |
| Un monde plus grand                      | Fabienne Berthaud   | França, Bèlgica                          |                  |
| Boże Ciało                               | Jan Komasa          | Polònia, França                          |                  |
| Lingua Franca (pel·lícula d'apetura)     | Isabel Sandoval     | Estats Units, Filipines                  |                  |
| Bor Mi Vanh Chark (ບໍ່ມີວັນຈາກ)              | Mattie Do           | Laos                                     |                  |
| Seules les bêtes                         | Dominik Moll        | França, Alemanya                         |                  |
| You Will Die at 20                       | Amjad Abu Alala     | Sudan, França, Egipte, Alemanya, Noruega |                  |
| ¡ Aru sendo no hanashi (ある 船頭 の 話) | Joe Odagiri         | Japó                                     |                  |
| La Llorona                               | Jayro Bustamante    | Guatemala, França                        |                  |

| Fora de competició                             | Fora de competició | Fora de competició | Fora de competició |
| Títol original                                 | Director(s)        | País de producció  |                    |
| ---------------------------------------------- | ------------------ | ------------------ | ------------------ |
| Les chevaux voyageurs (pel·lícula de clausura) | Bartabas           | França             |                    |

| Esdeveniments especials           | Esdeveniments especials        | Esdeveniments especials | Esdeveniments especials |
| Títol original                    | Director(s)                    | País de producció       |                         |
| --------------------------------- | ------------------------------ | ----------------------- | ----------------------- |
| Burning Cane                      | Phillip Youmans                | Estats Units            |                         |
| House of Cardin                   | P. David Ebersole, Todd Hughes | Estats Units            |                         |
| Mondo Sexy                        | Mario Sesti                    | Itàlia                  |                         |
| Mio fratello rincorre i dinosauri | Stefano Cipani                 | Itàlia, Espanya         |                         |
| Il prigioniero                    | Federico Olivetti              | Itàlia                  |                         |
| Scherza con i fanti               | Gianfranco Pannone             | Itàlia                  |                         |

| Miu Miu Women's Tales | Miu Miu Women's Tales | Miu Miu Women's Tales | Miu Miu Women's Tales |
| Títol original        | Director(s)           | País de producció     |                       |
| --------------------- | --------------------- | --------------------- | --------------------- |
| #17 Shako Mako        | Hailey Gates          | Itàlia, Estats Units  |                       |
| #18 Brigitte          | Lynne Ramsay          | Itàlia, Regne Unit    |                       |

## Premis

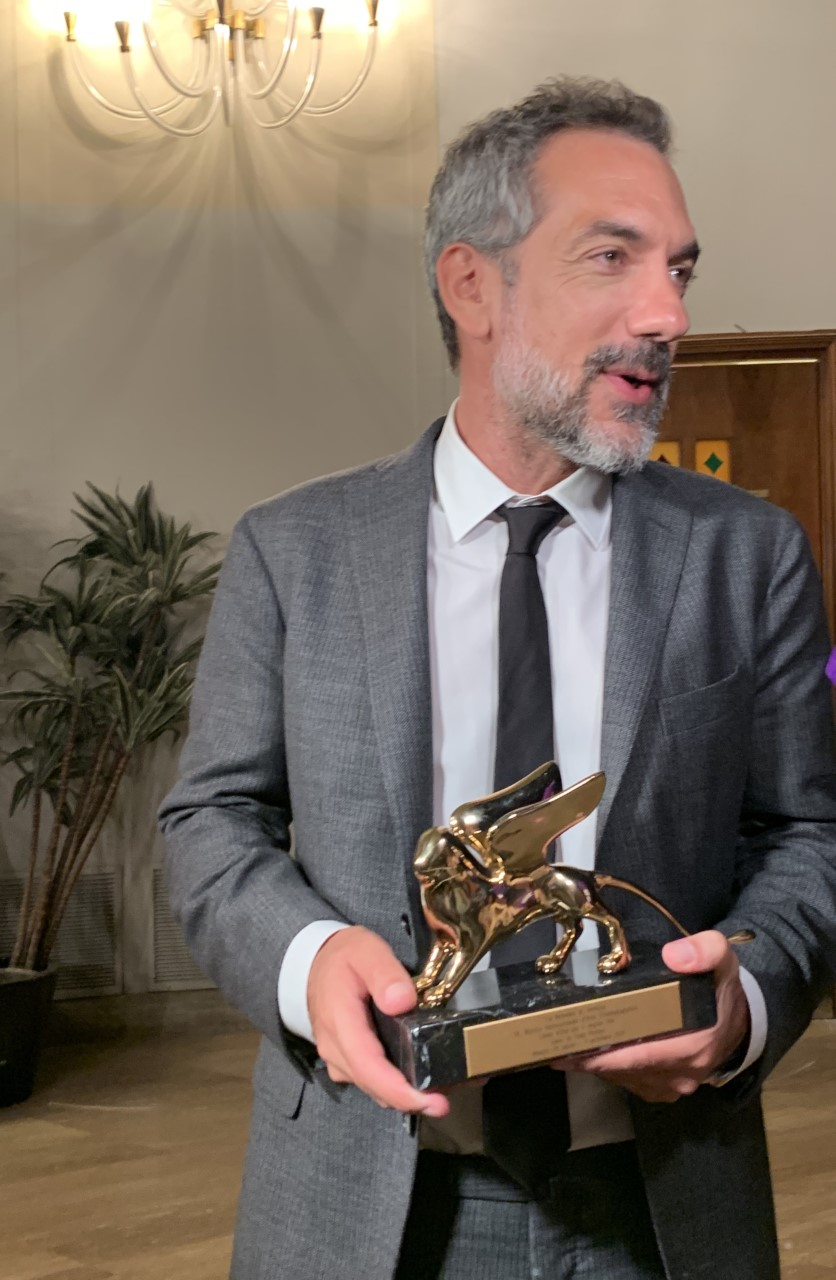
Todd Phillips amb el Lleó d'or

### Selecció oficial
Els següents premis de la Selecció Oficial foren presentats en la 76a edició:
En Competició
- Lleó d'Or: Joker de Todd Phillips
- Gran Premi del Jurat: J'accuse, de Roman Polanski
- Lleó d'Argent: Roy Andersson per Om det oändliga
- Copa Volpi a la millor actriu: Ariane Ascaride per Gloria Mundi
- Copa Volpi al millor actor: Luca Marinelli per Martin Eden
- Premi al millor guió: Jì yuán tái qī hào, de Yonfan
- Premi Especial del Jurat: La mafia non è più quella di una volta de Franco Maresco
- Premi Marcello Mastroianni: Toby Wallace, Babyteeth

Horitzons (Orizzonti)

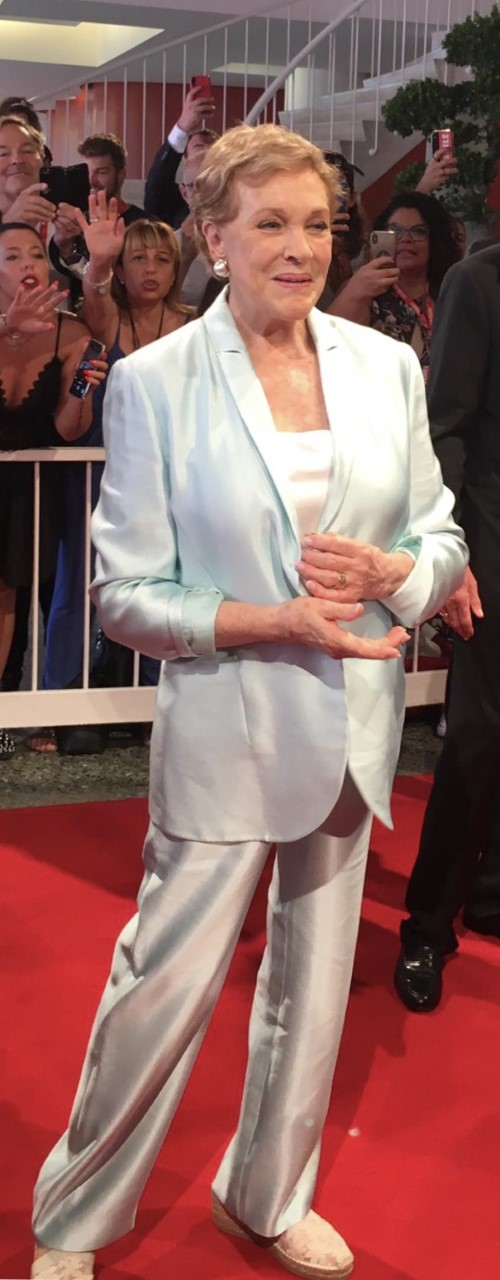
Julie Andrews

- Millor Pel·lícula: Atlantis de Valentyn Vasyanovych
- Millor Director: Théo Court per Blanco en blanco
- Premi Especial del Jurat: Verdict de Raymund Ribas Gutierrez
- Millor Actriu: Marta Nieto per Madre
- Millor Actor: Sami Bouajila per Bik eneich - Un fils
- Millor Guió: Revenir de Jessica Palud
- Premi Horitzons al Millor Curt: Darling de Sam Sadiq

Lleó del Futur
- Premi Luigi De Laurentiis a la Pel·: You Will Die at 20 de Amjad Abu Alala

Premi Venezia Classici
- Millor documental sobre cinema: Babenco: Tell Me When I Die
- Millor pel·lícula restaurada: Ecstasy (1933)

Premis especials
- Lleó d'Or per tota una carrera: Pedro Almodóvar i Julie Andrews

### Seccions autònomes
Els següents premis oficials i col·laterals foren concedits a pel·lícules de les seccions autònomes:
Dies de Venècia
- Premi SIAE: Marco Bellocchio per Il traditore[19]
- Premi GdA Director: La Llorona de Jayro Bustamante
- Europa Cinemas Label: Boże Ciało de Jan Komasa

Premis Autònoms
- Premi Fondazione Mimmo Rotella: Donald Sutherland i Mick Jagger per The Burnt Orange Heresy
- Premi Campari Passió pel Cinema: Luca Bigazzi per The New Pope
- Premi Bresson: Lucrecia Martel